# Manderstierna
Manderstierna var en svensk adelsätt som utvandrade till Estland.
Ättens stamfader Johan Dargeman (1659-1739) uppges av Gabriel Anrep vara son till en juvelerare i Stockholm. Han var lanträntmästare i Bremen och Verden. År 1692 adlades han med namnet Manderstjerna, och introducerades på nummer 1239 året därefter. Johan Manderstjerna d.ä. var gift med Gunilla Beckerfelt till Beckershov, vars mor tillhörde ätten Rosenstråle. Deras dotter Johanna gifte sig med överstelöjtnant Johan Klinck. Hon hade två bröder, Göran och Johan Manderstjerna d.y.
Göran Manderstjerna var major vid Överste von Schwerins dragoner, och var under tre år dansk krigsfånge. Han var gift och fick barn, men ätten anses utgången.
Johan Manderstjerna d.y. var kammartjänare hos Karl XII till 1716 då han blev överstelöjtnant vid Livregementet till häst, och var gift med friherrinnan Brita Christina Bielke, vars mor Ursula Christina tillhörde samma ätt som Törnstierna och var Bureättling. Deras båda söner Thure Johan och Sten Göran Manderstjerna immatrikulerades på Riddarhuset i Reval, i tredje klassen, och blev där arvherrar till flera gods. Ätten blev därmed utgången i Sverige.